# Jamaal Wilkes
Jamaal Abdul-Lateef (* 2. Mai 1953 in Berkeley, Kalifornien als Jackson Keith Wilkes), allgemein bekannt als Jamaal Wilkes, ist ein ehemaliger US-amerikanischer Basketballspieler.

## Karriere
Auf der Position des Small Forwards spielte Wilkes von 1971 bis 1974 erfolgreich College-Basketball für die UCLA Bruins. In den Jahren 1972 und 1973 konnte das Team ungeschlagen die NCAA Division I Basketball Championship gewinnen. Insgesamt konnten unter dem Trainer John Wooden 88 Spiele in Folge gewonnen werden. 1973 und 1974 wurde Wilkes in NCAA All-American First Teams gewählt.
Anschließend meldete er sich für den NBA-Draft 1974 an. Dort wurde sein Teamkollege und späterer Hall of Famer Bill Walton als erster gewählt. Wilkes wurde an elfter Stelle von den Golden State Warriors ausgesucht.
In seiner ersten Saison wurde er zum Rookie of the Year gewählt und konnte mit den Warriors die Meisterschaft gewinnen. Im Folgejahr konnte er seine Leistungen weiter steigern. Durchschnittlich 17,8 Punkte und 8,8 Rebounds führten zu seiner ersten Nominierung für das All-Star Game. Aufgrund seiner Fähigkeiten in der Verteidigung wurde er wie auch in der nächsten Saison ins NBA All-Defensive Second Team.
Vor der Saison 1977/78 wechselte Wilkes als Free Agent zu den Los Angeles Lakers. Die Warriors erhielten als Entschädigung einen Erstrunden-Draftpick sowie Bargeld. Für die Lakers spielte Wilkes die nächsten acht Jahre. Mit ihm konnten die Lakers 1980, 1982 und 1985 den Titel gewinnen, wobei er beim letzten Titel die zweite Saisonhälfte und die Playoffs aufgrund eines Bänderrisses im linken Knie verpasste. Wilkes wurde 1981 und 1983 ins All-Star-Team gewählt. Mit durchschnittlich 22,6 Punkten war die Saison 1980/81 seine in dieser Hinsicht Beste. In den folgenden Jahren wurden seine Werte kontinuierlich schlechter. Am 29. August 1985 wurde er von den Lakers entlassen.
Am 27. September 1985 unterschrieb Wilkes einen Vertrag beim Lokalrivalen der Los Angeles Clippers. Nach 13 mäßig erfolgreichen Spielen beendete er seine Karriere am 26. Dezember des gleichen Jahres.
In allen Spielen der regulären NBA-Saisons erzielt Wilkes 14.644 Punkte, holte 5.117 Rebounds und verteilte 2.050 Assists. Im Schnitt ergibt das 17,7 Punkte, 6,2 Rebounds und 2,5 Assists pro Spiel.
Am 2. April 2012 wurde Wilkes in Anerkennung seiner Leistungen in die Naismith Memorial Basketball Hall of Fame aufgenommen.
Während der Halbzeit im Spiel gegen die Portland Trail Blazers am 28. Dezember 2012 wurde Wilkes’ ehemalige Trikotnummer, die 52, von den Los Angeles Lakers unter das Hallendach gehängt und wird seitdem nicht mehr an andere Spieler vergeben.